# Isabel de Schönau
Isabel de Schönau (1126- Struth, 18 de junio de 1164) fue una mística benedictina alemana. Cuando se publicaron sus escritos, el título de "Santa" fue añadido a su nombre. Nunca fue canonizada, pero desde 1584 su nombre fue incluido en el Martirologio romano. Se celebra su fiesta el 18 de junio.

## Vida

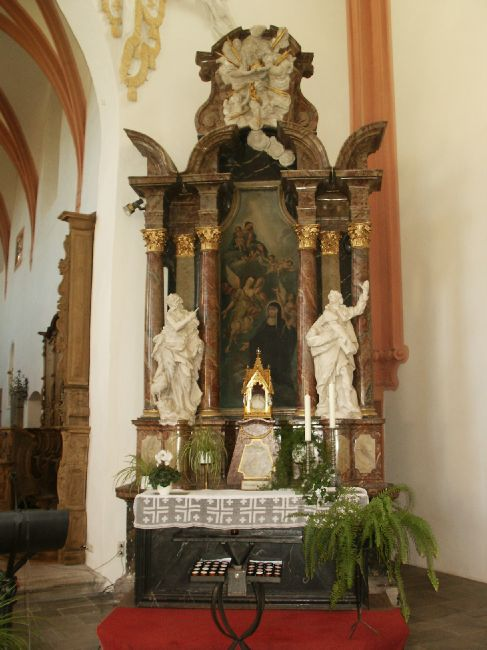
Altar de Santa Isabel de Schönau con el relicario que contiene su cráneo en el monasterio de St. Florin, Kloster Schönau im Taunus

Isabel nació alrededor del año 1129,en el seno de una familia devota y distinguida llamada Hartwig, a orillas del Rin Medio. Fue educada en el monasterio doble de Schönau en Nassau y profesó como benedictina en el año 1147. En 1157 se convirtió en abadesa de las monjas bajo la supervisión del abad Hildelin. F.W.E. Roth señala que en el siglo XII solo las mujeres de linaje noble eran promocionadas a cargos espirituales en la orden benedictina; parece probable que Isabel fuera de noble cuna.
Su hagiografía la describe como entregada a obras de piedad desde su juventud, muy afectada por sufrimiento físico y psíquico, una celosa cumplidora de la Regla de San Benito y de la reglamentación del convento, y devota a la hora de practicar la mortificación. Entre los años 1147 y 1152 padeció enfermedades recurrentes, ansiedad y depresión como resultado de su estricto ascetismo. Hildegarda de Bingen le advirtió por carta de que fuera prudente en su vida ascética. 
En 1152, Isabel empezó a experimentar visiones extáticas de diversos tipos. Generalmente le ocurría los domingos y las fiestas de guardar en la misa o durante los oficios, o después de oír las vidas de los santos. Contaba que Cristo, la Virgen María, un ángel, o el santo especial del día se le aparecían y le daban órdenes; o que veía representaciones realistas de la Pasión, la Resurrección y la Ascensión, u otras escenas del Antiguo y el Nuevo Testamento.
Falleció el 18 de junio de 1164 y fue enterrada en la iglesia abacial de St. Florian donde se venera su cabeza, separada del cuerpo.

## Obras
Isabel escribió sobre tablillas de cera lo que decía que veía y oía. Su abad, Hildelin, le dijo que contara estas cosas a su hermano Egbert (o Eckebert), por entonces sacerdote en la iglesia de Bonn, que actuó como un editor. Al principio ella dudó, temiendo que se engañara a sí misma o la vieran como una mentirosa; pero obedeció. Egbert (quien se convirtió en monje de Schönau en 1155 y con el tiempo sucedió a Hildelin como segundo abad) lo puso todo por escrito, más tarde organizó el material y luego lo publicó bajo el nombre de su hermana. Los acontecimientos del primer libro habrían ocurrido antes de que Hildelin interviniese y le dijera que lo pusiese por escrito, mientras que las cosas de libros más tardíos serían posteriores en el tiempo y habrían ocurrido cuando Isabel ya empezaba a escribir.
Escribió tres Libros de Visiones. El primero está escrito en lenguaje muy simple, y estilo nada afectado. Los otros dos, más elaborados y llenos de terminología teológica.
El primer diario se abre con un relato del demonio apareciéndosele en diversas formas para atormentarla. Escribió muchas supuestas conversaciones entre ella y los santos, María, su ángel guardián y ocasionalmente con el propio Dios.
En cierta ocasión de frustración y miedo religiosos, escribió una experiencia que tuvo durante la misa dominical cuando se conmemoraba a la Virgen, cuando  vio en los cielos "una imagen de una mujer real, permaneciendo en lo alto, vestida de blanco y envuelta en un manto púrpura". La dama entonces se acercó a Isabel y la bendijo con el signo de la cruz, y le aseguró que no resultaría dañada por las cosas que temía. Después de recibir la comunión en misa, entró en un trance místico y tuvo otra visión, declarando que "Vi a nuestra Señora en pie junto al altar, en una vestimenta como casulla de cura y tenía una corona gloriosa". En su tercer texto, presenta a María actuando como intercesora para contener la ira de su Hijo para que no castigara al mundo por sus pecados.
Liber viarum Dei. Parece ser una imitación del Scivias (scire vias Domini) de Hildegarda de Bingen, su amiga y corresponsal. Contiene advertencias para todas las clases sociales, desde los clérigos a los laicos, a los casados y a los solteros. La influencia de Egbert es evidente. Murmura amenazas proféticas de juicio contra los sacerdotes que no fueran fieles ovejas del rebaño de Cristo, contra la avaricia y la mundanidad de los monjes que solo lucen el traje de la pobreza y el sacrificio personal, contra los vicios de los laicos. y contra los obispos y los superiores que no cumplen con su deber; urge a todos a combatir la herejía de los cátaros; declara que Víctor IV, el antipapa apoyado por Federico I contra el papa Alejandro III, como uno de los elegidos por Dios. Todo esto aparece en los propios escritos de Egbert.
También escribió un tratado sobre La resurrección de la bienaventurada Virgen María.
Libro de las revelaciones, su última obra conocida, en que cuenta el martirio de santa Úrsula y sus compañeras. Está llena de exageraciones fantásticas y anacronismos, pero se ha convertido en el fundamento de posteriores leyendas sobre Úrsula.  Es un ejemplo de la autoridad visionaria puesta al servicio del culto de los santos ya que respondió al descubrimiento en Colonia de un cementerio al que se relacionó con la mártir y sus acompañantes. Comienza con un prefacio escrito en primera persona y su estructura recuerda a una investigación judicial.
Sus obras se encuentran en el volumen 195.º de la Patrologia Latina.

## Veneración
Debido a que el pueblo pronto la veneró como santa, sus huesos fueron trasladados entre 1420 y 1430 a una capilla especial. Esta capilla se vio destruida por un gran fuego que sufrió la abadía de Schönau en 1723 y no fue reconstruida.
Durante la Guerra de los Treinta Años los soldados suecos y de Hesse atacaron el monasterio de Schönau. Los suecos expulsaron a los monjes, saquearon el monasterio, rompieron la tumba de Isabel y dispersaron sus huesos. Solo quedó el cráneo. Ahora se conserva en un relicario en el lado derecho del altar de la iglesia.

## Legado
Contribuyó a la propagación de la devoción a María junto a otras místicas como Hildegarda de Bingen, Matilde de Magdeburgo y Gertrudis de Helfta.
Hay gran diversidad de opiniones en relación con sus revelaciones. La Iglesia nunca ha dictado sentencia respecto a ellas ni siquiera las ha examinado. La propia Isabel estaba convencida de sus poderes sobrenaturales, como afirma en una carta a Hildegarda; su hermano sostenía la misma opinión. Tritemio considera que era genuina; Eusebio Amort (De revelationibus visionibus et apparitionibus privatis regulae tutae, etc., Augsburgo, 1744) considera que solo eran obra de la imaginación de Isabel, o ilusiones del demonio, puesto que algunas cosas no coincidían con la historia y otras revelaciones (Acta Sanctorum, octubre, IX, 81).
La parroquia del monasterio de St. Florin Schönau anualmente celebra el tradicional  Elisabethen-Fest el domingo posterior al 18 de junio.

## Traducciones
- Edición completa de sus obras, en latín, por Ferdinand Wilhelm Emil Roth (Brunn, 1884).
- En inglés, sus escritos están disponibles como Elisabeth of Schönau: the complete works, traducidos y editados por Anne L. Clark; prefacio de Barbara Newman, (Nueva York: Paulist Press, 2000)
- En alemán: Peter Dinzelbacher, Die Werke der Heiligen Elisabeth von Schönau, Verlag Ferdinand Schöningh, 2006, 188 páginas, ISBN 3-506-72937-3
- Se han publicado traducciones al italiano (Venecia, 1859), al francés (Tournai, 1864), y al islandés (1226–1254).